# Parafia Najświętszej Maryi Panny Królowej Polski w Świniarsku
Parafia Najświętszej Maryi Panny Królowej Polski – parafia rzymskokatolicka znajdująca się w diecezji tarnowskiej w dekanacie Nowy Sącz Zachód. Do parafii administracyjnie należą miejscowości Świniarsko oraz Podrzecze. Wspólnota liczy 2–3 tys. wiernych. Obsługują ją księża diecezjalni.

## Historia
Parafia erygowana 30 kwietnia 1971 roku przez biskupa Jerzego Ablewicza, choć już wcześniej placówkę duszpasterską – rektorat, wydzieloną z par. św. Małgorzaty w Nowym Sączu, utworzył bp Jan Stepa w 1957 roku. Początkowa wspólnota korzystała z zabytkowego kościoła pw. NMP Królowej Polski z 1786 roku, ufundowanego przez klaryski ze Starego Sącza. Zbudowanego we wsi Stadeł jako zbór ewangelicki dla osadników niemieckich. W latach 1958–1960 przeniesiony do Świniarska. W 2000 roku rozpoczęto budowę nowego kościoła. Pracę budowlane przyspieszył pożar w 2003 roku zabytkowego kościoła, wywołany przez piorun uderzający w jego wieżę. Po spaleniu został przeniesiony do Miasteczka Galicyjskiego w Nowym Sączu, całkowicie odbudowany i przywrócony do pierwotnego wyglądu zboru ewangelickiego.